# Knut Henkel

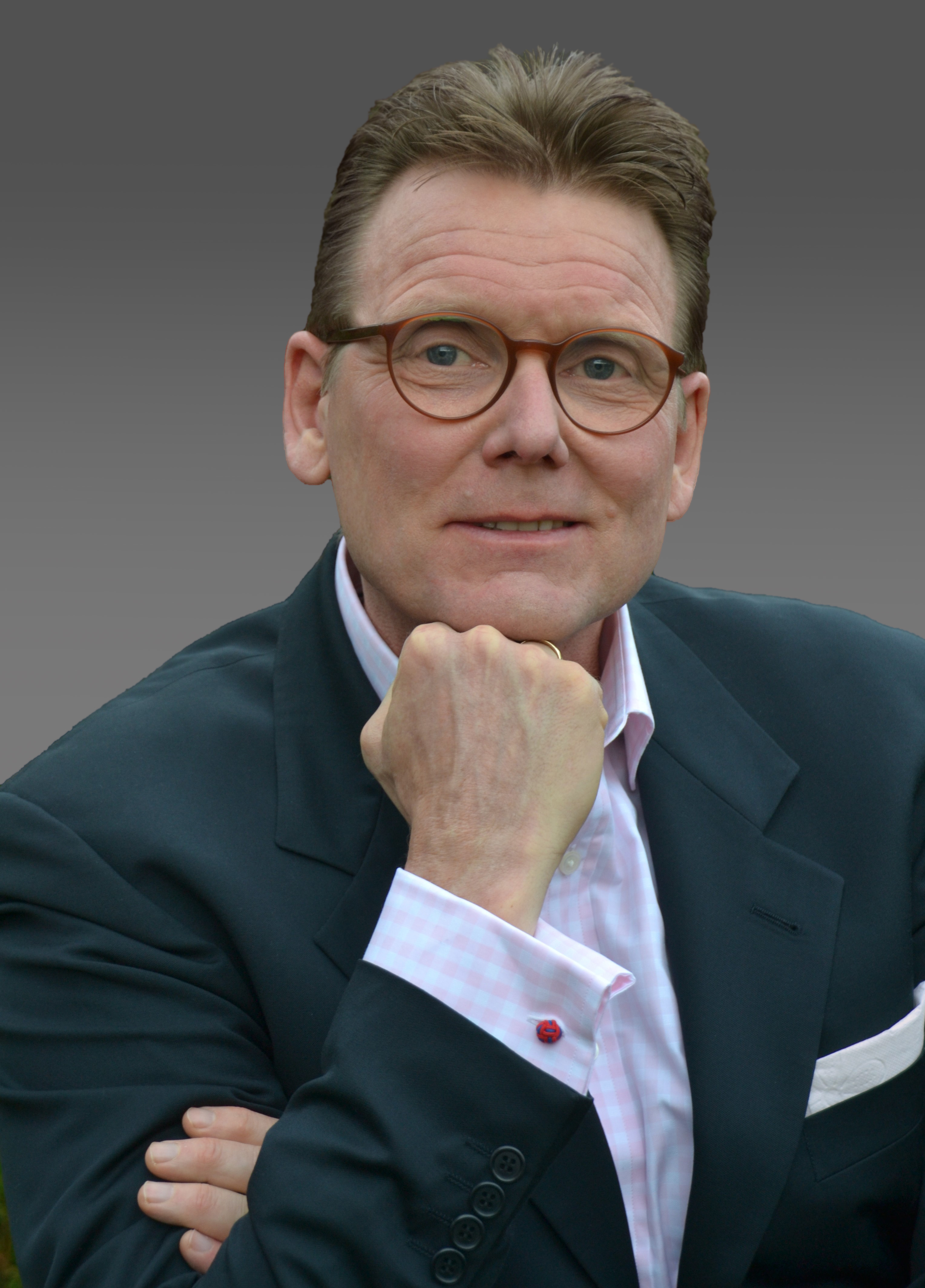
Knut Henkel (2016)

Knut Henkel (* 26. November 1965 in Cuxhaven) ist ein deutscher Hochschullehrer für Betriebswirtschaft.

## Leben
Henkel studierte nach einer kaufmännischen Ausbildung von 1985 bis 1987 Volkswirtschaftslehre an der Universität Bonn und von 1987 bis 1990 Betriebswirtschaftslehre an der Universität Siegen. 2011 promovierte Henkel bei dem Ökonom Ralf Michael Ebeling nebenberuflich an der Universität Halle-Wittenberg. Er arbeitete von 1994 bis 2016 in verschiedenen Funktionen des externen Rechnungswesens in der damaligen Zentrale der Deutsche Postbank AG (heute Deutsche Bank AG) in Bonn.
Henkel war von 2009 bis 2022 als Lehrbeauftragter an der Hochschule Bonn-Rhein-Sieg tätig. 2016 wurde er Professor für Bilanzielles Rechnungswesen und Betriebliche Steuerlehre an der Hochschule Emden/Leer. Henkel forscht und lehrt über Rechnungslegung im Allgemeinen und die (internationale) Bilanzierung von Finanzinstrumenten und Banken im Speziellen, sowie über Nachhaltigkeitsberichterstattung. Als Dozent setzt sich Henkel unter anderem für neue Formen digitalen Lernens ein. 2020 wurde er von den Studierenden zum „Online-Teacher of the Year“ des Fachbereiches Wirtschaft gewählt. Im Rahmen seiner freiberuflichen Tätigkeit bietet Henkel Online-/Inhouse-Veranstaltungen zur Rechnungslegung an.
Henkel ist maßgeblich an der Weiterentwicklung des Sustainable Performance Accounting-Ansatzes (SPA) beteiligt. SPA verfolgt das Ziel, das Thema Nachhaltigkeit in die (ESG-) Buchhaltung – und dadurch in gängige GuV-bezogene Key Performance Indikatoren (KPI) – zu integrieren.
Henkel ist verheiratet und Vater dreier Kinder.

## Werke
- Eine unternehmenstypenspezifische Synopse der Rechnungslegungsunterschiede von Finanzinstrumenten nach IFRS und HGB. Unter besonderer Berücksichtigung der Rechnungslegungsänderung der Jahre 2008 und 2009 (Finanzkrise, BillMoG, IFRS für KMU). Norderstedt 2011, ISBN 978-3-8391-4685-9.
- Rechnungslegung von Treasury Instrumenten nach IAS/IFRS und HGB – Ein Umsetzungsleitfaden mit Fallstudien und Tipps. Wiesbaden 2010, ISBN 978-3-8349-1612-9.
- Accounting Financial Instruments / Rechnungslegung von Finanzinstrumenten IFRS/HGB. Bilinguale Ausgabe englisch/deutsch. Norderstedt 2008, ISBN 978-3-8370-8658-4.